# Edwin F. Taylor
Pour les articles homonymes, voir Taylor.
Edwin F. Taylor, né le 22 juin 1931 à Oberlin en Ohio aux États-Unis et mort le 22 avril 2025 à Concord (Massachusetts), est un physicien et professeur américain. Il est surtout connu pour ses manuels de physique.

## Biographie
Edwin F. Taylor naît le 22 juin 1931 à Oberlin en Ohio aux États-Unis.
Taylor complète un A.B. degree à l'Oberlin College en 1953. Par la suite, il obtient une maîtrise (1954), puis un Ph.D. (1958) en physique à l'université Harvard (sous la supervision de Nicolaas Bloembergen). Après un emploi à l'université Wesleyenne  comme professeur assistant en physique, Taylor est embauché à l’Education Research Center du Massachusetts Institute of Technology (MIT), où il travaille pendant 25 années, en premier comme professeur associée temporaire (Visiting Associate Professor) puis comme scientifique senior à la recherche (Senior Research Scientist),.
Après avoir pris sa retraite du MIT en 1991, Taylor accepte un poste à l'université de Boston puis au Carnegie Mellon University. Taylor est éditeur de l’American Journal of Physics de 1973 à 1978,. Il a rédigé, seul ou en collaboration, plusieurs ouvrages d'introduction à la physique.
En 1998, il est récipiendaire de la médaille Oersted, la plus prestigieuse récompense remise par l’American Association of Physics Teachers, pour souligner ses contributions à l'enseignement de la physique.

## Œuvres
- (en) Edwin F. Taylor, Introductory Mechanics. John Wiley & Sons Inc., 1963
- (en) Edwin F. Taylor, Notes on Introductory Relativity, 1963
- (en) Edwin F. Taylor et John Archibald Wheeler, Spacetime Physics, W. H. Freeman and Co., 1992, 2e éd.
  - Même si l'ouvrage a été publié en 1992 par une maison d'édition, il est aussi publié sous CC BY 4.0 International License :
    - Internet Archive : Spacetime Physics (plusieurs formats, dont PDF, ePub, DjVu)
    - Site de Taylor : Spacetime Physics [PDF]
- (en) Edwin F. Taylor et John Archibald Wheeler, Exploring Black Holes: Introduction to General Relativity, Addison Wesley Longman, 2000.
- (en) John Archibald Wheeler, Edwin F. Taylor et Edmund Bertschinger, Exploring Black Holes : Introduction to General Relativity, (à compte d'auteur), 2018, 2e éd..
  - Cet ouvrage est publié sous une licence qui autorise son usage à des fins personnelles et éducatives :   
    - Internet Archive : Exploring Black Holes: Introduction to General Relativity, Second Edition (plusieurs formats, dont PDF, ePub, DjVu)
    - Site de Taylor : Exploring Black Holes, Second Edition [PDF]
- (en) Edwin F. Taylor et John Archibald Wheeler, Scouting black holes: Exploring general relativity with calculus
- (en) Edwin F. Taylor, Desmystifying Quantum Mechanics.
- (en) A.P. French et Edwin F. Taylor, An Introduction to Quantum Physics, coll. « MIT Introductory Physics Series », MIT Press, 1979
- (en) Edwin F. Taylor, Go critical: A retrospective study of the MIT Education Research Center, 1960-1973.